# Коли серця б'ються в такт (телесеріал)
«Коли серця б'ються в такт» (англ. In a Heartbeat) — американський телесеріал-драма 2000—2001 рр.
Виробництво:
- AAC Kids (Канада) [Alliance Atlantis Communications]
- Hal Roach Studios Inc. (США)
- Спільно з The Disney Channel (США)

## Актори
- Шон Ешмор (Тайлер)
- Ріган Пастернак (Вел)
- Дансо Гордон (Генк)
- Кристофер Ральф (Джеймі)
- Лорен Коллінз (Брук)
- Джекі Розенбаум (Кейті)

## Сюжет
Чергова виробничо-лікарська драма з життя однієї бригади швидкої медичної допомоги (EMT, Emergency Medical Team). Єдина відмінність від інших численних фільмів цього жанру, те що тут всі герої — школярі. У Сполучених Штатах і Канаді є така соціальна програма, коли добровольці-старшокласники, що пройшли спеціальну підготовку, після шкільних занять працюють лікарями швидкої допомоги, самостійно, без дорослих. Ось четверо головних героїв цього серіалу і є такі добровольці. Навчання у школі, сімейні проблеми та особисте життя їм доводиться сполучати з відповідальністю за життя інших людей, які їм щодня доводиться рятувати.

## Головні герої
- Тайлер Коннел (Tyler Connell) — звичайний школяр, якому більше подобається грати у футбол, ніж скніти на заняттях. Вдома у нього складні стосунки з вітчимом. Тайлерові подобається Вел, та він не тільки тому записався в медичну бригаду, йому справді до душі допомагати людям.
- Вел Ланье (Valery «Val» Lanier) — як мовиться, красуня, спортсменка, комсомолка, відмінниця і взагалі перша у будь-якій справі. Саме вона виступила ініціатором створення медичної бригади зі школярів. Інколи вона бере на себе більше зобов'язань, ніж в змозі виконати. Надмірна відповідальність також часом заважає їй порозумітися з друзями та рідними.
- Генк Бічам (Hank Beecham) — найкращий друг Тайлера, як і він, член шкільної команди з американського футболу, і разом з ним пішов у медичну бригаду. Хенк завжди дуже професійно ставиться до справи, та і в нього, як ми дізнаємося, є свої проблеми.
- Джеймі Вайт (Jamie Waite) — проблемний підліток, єдиний, хто прийшов до медичної бригади не за покликом серця, а щоб довести, що він на щось здатний. Багато разів у нього виникає спокуса покинути цю справу, та його втримує гордість і бажання дотримати свого слова. Має бунтівну вдачу, і часто сперечається з Алексом.
- Брук Ланье (Brooke Lanier) — молодша сестра Вел. Їй лише 12 років, та вдачею вона пішла у старшу сестру — така ж організована та бездоганна у всьому. Брук веде всю канцелярію молодіжної медбригади, і хлопці називають її «Королева паперової роботи».
- Кейті Рот (Caitie Roth) — шкільна подруга Вел, і повна її протилежність. Вона ледача, безвідповідальна, одяг і макіяж носить у панковському стилі. Та все ж вона справжній друг, яка завжди підтримує Вел у важку хвилину.
- Алекс Фрімен (Alex Freeman) — куратор молодіжної медичної бригади. Ледве втримується, щоб не вигнати Джеймі з бригади. В організаційних справах Алекс повністю покладається на Брук.

## Список епізодів
- Перший сезон (2000—2001)
  1. Assume Nothing (1) /Pilot/
  2. Assume Nothing (2) /Pilot/
  3. Things That Go Bump in the Night
  4. The Adventures of Super Val
  5. Changing Times
  6. Cinderella Syndrome
  7. Go Team
  8. And the Winner Is
  9. A Night to Remember
  10. New Kid in Town
  11. You Say It's Your Birthday
  12. Four EMTs and a Kid
  13. Friends Don't Let Friends…
  14. Power to the Pathetic
  15. Race of a Lifetime
  16. Star Struck
  17. Hero
  18. The Boy's No Good
  19. Be True to Your School
  20. Read My Lips
  21. Time's Up